# Mateo 15

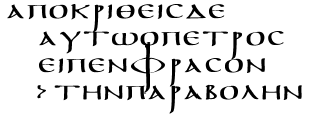
Evangelio de Mateo 15:15 en un trozo de Uncial 0237, del siglo VI; contiene la variante de parábola.

Mateo 15 es el decimoquinto capítulo del Evangelio de Mateo de la sección Nuevo Testamento de la Biblia cristiana. Concluye la narración sobre el Ministerio de Jesús en Galilea y puede dividirse en las siguientes subsecciones:.
- Discurso sobre la contaminación (15:1-20)
- Curación de la hija de la mujer sirofenicia (15:21-28)
- Curaciones de Jesús junto al mar de Galilea (15:29-31)
- Alimentar a los 4000 (15:32-39)

## Texto
El texto original fue escrito en griego koiné. Este capítulo está dividido en 39 versículos.

### Testigos textuales
Algunos manuscritos antiguos que contienen el texto de este capítulo son:
- Codex Vaticanus (325-350)
- Codex Sinaiticus (330-360)
- Codex Bezae (~400)
- Codex Washingtonianus (~400)
- Codex Ephraemi Rescriptus (~450)
- Codex Purpureus Rossanensis (siglo VI)
- Codex Petropolitanus Purpureus (siglo VI; existen los versículos 14-31)
- Codex Sinopensis (siglo VI; se conservan los versículos 11-39)
- Uncial 0237 (siglo VI; existen los versículos 12-15,17-19)

## Localización y cronología
La mayor parte de los acontecimientos registrados en este capítulo tuvieron lugar en Galilea. El versículo 1 se refiere a escribas y fariseos venidos de Jerusalén. El orden de las palabras es "escribas y fariseos" en el Textus Receptus, pero "fariseos y escribas" en la edición crítica de Westcott y Hort. El teólogo Johann Bengel señala que, por tanto, estos acontecimientos no pudieron tener lugar en la época de la Pascua.
La curación de la hija de la mujer sirofenicia,que está descrita en los Versículos 21 a 28]] se refieren a un viaje a la región de Tiro y Sidón, después de la cual Jesús regresó a Galilea y 'bordeó' o caminó junto al Mar de Galilea hasta una montaña en la orilla oriental del lago. Harold H. Buls señala que "en este momento de la vida de Jesús", éste se encuentra "a menos de un año de su sufrimiento y muerte".
Al final del capítulo, versículo 39, "subió a la barca y llegó a la región de Magdala" o Magadán. Según E. H. Plumptre en el Comentario del obispo anglicano Charles Ellicott, "los mejores [manuscritos] dan la lectura Magadan. La King James Version traduce este texto como "las costas de Magdala". Heinrich Ewald piensa que la referencia puede ser a Megiddo, pero Heinrich Meyer critica esta opinión porque Megiddo está "demasiado lejos tierra adentro".  El pasaje paralelo en el Evangelio de Marcos da (en la mayoría de los manuscritos) un nombre de lugar bastante diferente, Dalmanuta, aunque un grupo de manuscritos dan o bien Magdala o Magadan, posiblemente a través de la asimilación con el texto Matthean..

## Comentarios
Los dos primeros evangelios narran este episodio que fue tan trascendente en la conducta de los primeros cristianos respecto de las leyes de los escribas y fariseos. Jesús explica que en muchos casos tales tradiciones han llegado a anular el mandato de Dios; por tanto, en esos casos no deben seguirse. Jesús proclama el verdadero sentido de los preceptos morales. El error de algunos escribas escribas consistía en poner la atención exclusivamente en lo externo y abandonar la pureza interior o del corazón. Igual sucedía con otras prescripciones: 

En el evangelio el Señor declara el mandamiento de la Ley: Honra a tu padre y a tu madre, que ha de entenderse no en el sonido de las palabras, que pueden, con una vana adulación, burlar la indigencia de los padres. 

## Versículo 16
Entonces dijo: "¿También vosotros seguís sin entendimiento?" (New Revised Standard Version) 
Entonces Jesús dijo: "¿También vosotros seguís sin entendimiento?" (Nueva Biblia del rey Jacobo) 
Meyer sugiere que la palabra "Jesús" es probablemente un añadido.

## Versículo 19
Los dos últimos preceptos del Decálogo inciden en este mismo asunto: la lucha sincera contra los pecados internos —los malos pensamientos, los odios, los rencores, los deseos impuros, etc.— es necesaria para tener una conciencia recta y para que esas faltas no degeneren en pecados externos. El pasaje recuerda la sexta bienaventuranza, que invita a la limpieza de corazón para ver a Dios: 

Los “corazones limpios” designan a los que han ajustado su inteligencia y su voluntad a las exigencias exigencias de la santidad de Dios, principalmente en tres dominios: la caridad, la castidad o rectitud sexual, el amor de la verdad y la ortodoxia de la fe.

## Versículos 21-28
Tiro y Sidón son dos ciudades fenicias, en la costa del Mediterráneo, que en la actualidad pertenecen al Líbano. Nunca formaron parte de Galilea, pero se encuentran cerca de su frontera noroeste. Por eso, en tiempos de Jesús caían fuera de los dominios de Herodes Antipas. Allí se retiró Jesús para evitar la persecución de éste y de los judíos, y atender de modo más intenso a la formación de sus Apóstoles. En la región de Tiro y Sidón la mayoría de los habitantes eran paganos. San Mateo llama a esta mujer «cananea» ya que según el Génesis  esta zona fue una de las primeras colonias de los cananeos; Marcos la llama «sirofenicia». Ambos evangelios resaltan su condición de pagana, con lo que adquiere mayor relieve su fe en Jesús. Pero esta gran fe se compone de actos puntuales y audaces: la mujer pide aunque parezca inoportuna, insiste aunque se tenga por indigna, persevera ante las dificultades y al fin logra lo que quiere. 

Vemos muchas veces que el Señor no nos concede enseguida lo que pedimos; esto lo hace para que lo deseemos con más ardor, o para que apreciemos mejor lo que vale. Tal retraso no es una negativa sino una prueba que nos dispone a recibir más abundantemente lo que pedimos. 

## Versículos29-31
Los evangelistas recogen en varias ocasiones, a modo de resumen, las curaciones de Jesús con las que se cumplía lo anunciado por el profeta Isaías para los tiempos mesiánicos: «Entonces se abrirán los ojos de los ciegos y se destaparán los oídos de los sordos. Entonces el cojo saltará como un ciervo y la lengua del mudo gritará de júbilo»

## Versículos 32-29
Los milagros de Jesús, además de ser hechos reales, tienen carácter de signos de las realidades sobrenaturales: 

Acerca de los milagros, después de admirar su grandeza, nos queda por sondear su profundidad. No debemos quedarnos en la superficie, sino que debemos penetrar en su interior, de modo que, lo que vemos y lo que admiramos, lo leamos y lo entendamos 

En este caso, la sobreabundancia del alimento corporal significa la magnitud de los dones divinos, especialmente de la Eucaristía. La ayuda de los discípulos señala la mediación de los ministros de la Iglesia: 

Los milagros de la multiplicación de los panes, cuando el Señor dijo la bendición, partió y distribuyó los panes por medio de sus discípulos para alimentar la multitud, prefiguran la sobreabundancia de este único pan de su Eucaristía.